# Хоккей с шайбой на Азиатских играх
Соревнования по хоккею с шайбой проводятся на зимних Азиатских играх для мужских команд начиная с 1986 года и для женских команд начиная с 1996 года.

## Призёры соревнований

### Мужчины
| Год  | Золото    | Серебро          | Бронза           |
| ---- | --------- | ---------------- | ---------------- |
| 1986 | Китай     | Япония           | Республика Корея |
| 1990 | Китай     | Япония           | Республика Корея |
| 1996 | Казахстан | Япония           | Китай            |
| 1999 | Казахстан | Япония           | Китай            |
| 2003 | Япония    | Казахстан        | Китай            |
| 2007 | Япония    | Казахстан        | Республика Корея |
| 2011 | Казахстан | Япония           | Республика Корея |
| 2017 | Казахстан | Республика Корея | Япония           |
| 2025 | Казахстан | Япония           | Республика Корея |

### Женщины
| Год  | Золото    | Серебро   | Бронза    |
| ---- | --------- | --------- | --------- |
| 1996 | Китай     | Япония    | Казахстан |
| 1999 | Китай     | Япония    | Казахстан |
| 2003 | Казахстан | Япония    | Китай     |
| 2007 | Казахстан | Япония    | Китай     |
| 2011 | Казахстан | Япония    | Китай     |
| 2017 | Япония    | Китай     | Казахстан |
| 2025 | Япония    | Казахстан | Китай     |

## Медальный зачёт
суммарно медали для страны во всех видах соревнований
| Место          | Страна           | Золото | Серебро | Бронза | Всего |
| -------------- | ---------------- | ------ | ------- | ------ | ----- |
| 1              | Казахстан        | 8      | 3       | 3      | 14    |
| 2              | Япония           | 4      | 11      | 1      | 16    |
| 3              | Китай            | 4      | 1       | 7      | 12    |
| 4              | Республика Корея | 0      | 1       | 5      | 6     |
| Всего стран: 4 | Всего стран: 4   | 16     | 16      | 16     | 48    |